# Deconstruction (Devin Townsend Project)
Deconstruction è il terzo album in studio del gruppo musicale canadese Devin Townsend Project, pubblicato il 20 giugno 2011 dalla Inside Out Music.

## Descrizione
Questo lavoro fa parte di un gruppo di 4 album: Ki, Addicted, Deconstruction e Ghost. Devin Townsend ha deciso di creare questa serie durante la fase post-scioglimento degli Strapping Young Lad, periodo in cui si distaccò dal mondo della musica per ritrovare la sua identità. Durante questa fase Townsend ha scritto più di 60 canzoni, a detta sua «raggruppabili in quattro stili diversi», da cui sono nati altrettanti lavori dalle identità diverse, ognuno dei quali rappresenta i vari aspetti musicali di Townsend.
Questo album rappresenta il suo lato più progressive metal, la parte più eclettica e schizofrenica dei suoi lavori. È un concept album il cui protagonista è un uomo ossessionato dallo scoprire la vera natura della realtà; durante questo processo incontra il diavolo all'inferno, il quale gli presenta la vera natura dell'universo sotto forma di cheeseburger, ma l'uomo, essendo vegetariano, capisce che tutto il suo lavoro è stato vano. Il tutto è affrontato in maniera caotica ed ironica.
Nell'album fanno inoltre la propria apparizione svariati artisti della scena heavy metal, tra cui Mikael Åkerfeldt degli Opeth, Ihsahn, Tommy Rogers dei Between the Buried and Me e Joe Duplantier dei Gojira.
In promozione al disco, nel settembre 2011 è stato pubblicato il videoclip della terza traccia Juular.

## Accoglienza
L'album è stato accolto in maniera positiva dalla critica specializzata. La rivista Terrorizer ha assegnato a Deconstruction il punteggio pieno, Metal Hammer gli ha assegnato 9/10 definendolo «il lavoro più folle, complesso e travolgente che abbia mai fatto».

## Tracce
1. Praise the Lowered – 6:02
2. Stand – 9:36
3. Juular – 3:46
4. Planet of the Apes – 10:59
5. Sumeria – 6:37
6. The Mighty Masturbator – 16:28
7. Pandemic – 3:29
8. Deconstruction – 9:27
9. Poltergeist – 4:25

Traccia bonus nell'edizione di iTunes
1. Ho Krll – 5:58

## Formazione
Gruppo
- Devin Townsend – voce, chitarra, basso, tastiera, sintetizzatore, programmazione, composizione parti orchestrali e del coro
- Ryan Van Poederooyen – batteria (tracce 1, 2, 4 e 5)

Altri musicisti
- Florian Magnus Maier "Morean" – orchestrazione, cori (tracce 1 e 6)
- Paul Kuhr – voce (traccia 1)
- Mikael Åkerfeldt – voce (traccia 2)
- Ihsahn – voce (traccia 3)
- Dirk Verbeuren – batteria (3, 5-9)
- Tommy Rogers – voce (traccia 4)
- Joe Duplantier – voce (traccia 5)
- Paul Masvidal – voce (traccia 5)
- Greg Puciato – voce (traccia 6)
- Floor Jansen – voce (traccia 7)
- Oderus Urungus – voce (traccia 8)
- Fredrik Thordendal – assolo (traccia 8)
- The City of Prague Philharmonic Orchestra – orchestra
- Richard Hein – conduzione orchestra
- PA'DAM – coro
- Maria van Nieukerken – conduzione coro
- Fokko Oldenhuis – conduzione coro

Produzione
- Devin Towsend – produzione, ingegneria del suono, missaggio
- Jens Bogren – missaggio
- Mike Young – montaggio, ingegneria del suono aggiuntiva
- Mike St-Jean – ingegneria del suono aggiuntiva
- Adrian Mottram – ingegneria del suono aggiuntiva
- Florian Magnus Maier – ingegneria del suono aggiuntiva, ingegneria parti del coro
- Sheldon Zaharko – registrazione batteria
- Troy Glessner – mastering
- Paul Kuhr – registrazione proprie parti vocali (traccia 1)
- Joe Duplantier – registrazione proprie parti vocali (traccia 3)
- Jamie King – registrazione parti vocali di Tommy Rogers (traccia 6)
- Alex Beck – registrazione parti vocali di Greg Puciato (traccia 6)
- Floor Jansen – registrazione proprie parti vocali (traccia 7)
- Cory Smoot – registrazione parti vocali di Oderus Urungus (traccia 8)
- Jan Holzner – registrazione orchestra
- Manuel Cooymans – ingegneria parti del coro